# Cục Cơ yếu, Quân đội nhân dân Việt Nam
Cục Cơ yếu trực thuộc Bộ Tổng Tham mưu Quân đội nhân dân Việt Nam là cơ quan tham mưu giúp lãnh đạo, chỉ huy của Bộ Tổng Tham mưu, Bộ Quốc phòng, Chính phủ quản lý Nhà nước về công tác cơ yếu trong quân đội; tham mưu kế hoạch, đề xuất về xây dựng và phát triển ngành, tăng cường công tác quản lý, bảo đảm an toàn tuyệt đối trang thiết bị kỹ thuật mật mã (KTMM). Công tác huấn luyện, đào tạo nhân viên cơ yếu, quản lý xây dựng lực lượng ngành, nghiên cứu kỹ thuật, bảo đảm kỹ thuật và bảo đảm trang bị đạt kết quả toàn diện, đáp ứng tốt yêu cầu nhiệm vụ.

## Lịch sử
Ngày 12 tháng 9 năm 1945, thành lập tổ chức mật mã đầu tiên thuộc Bộ Tổng Tham mưu

## Lãnh đạo hiện nay
- Cục trưởng: Thiếu Tướng Hoàng Văn Quân
- Phó Cục trưởng: Đại tá Hoàng Nam
- Phó Cục trưởng: Đại tá Nguyễn Văn Thu
- Phó Cục trưởng Đại tá Nguyễn Tuấn Phong

## Tổ chức
- Trung tâm Bảo đảm kỹ thuật mật mã 3[7]

## Cục trưởng qua các thời kỳ
- 1994-2003, Nguyễn Hữu Giao, PGS.TS, Đại tá
- 2003-2014, Hoàng Ngọc Minh, TS, Thiếu tướng, Phó Trưởng ban Cơ yếu Chính phủ
- 2014-2018, Lê Xuân Trường, TS, Thiếu tướng, Phó Trưởng ban Cơ yếu Chính phủ
- 2018-2020, Nguyễn Quốc Hùng, ThS, Thiếu tướng
- 2020-nay,  Hoàng Văn Quân, TS, Thiếu tướng, nguyên là Giám đốc Học viện KTMM, Ban Cơ yếu Chính phủ